# Air Forbes Won
Air Forbes Won, född 1959, död 1989, var ett amerikanskfött engelskt fullblod, mest känd för att ha segrat i Wood Memorial Stakes (1982).

## Bakgrund
Air Forbes Won var en mörkbrun hingst efter Bold Forbes och under Bronze Point (efter Tobin Bronze). Han föddes upp av Howard B. Noonan, och ägdes av Edward & Judith Anchel. Han tränades under tävlingskarriären av Frank LaBoccetta.

## Karriär
Air Forbes Won tävlade endast under 1982, då han tvingades att avsluta sin tävlingskarriär på grund av en skada. Under tävlingskarriären sprang han in totalt in 237 700 dollar på 7 starter, varav 4 segrar och 2 andraplatser. Han tog karriärens största segrar i Gotham Stakes (1982) och Wood Memorial Stakes (1982).

### Som avelshingst
Air Forbes Won blev bland annat far till:
| Född | Häst           | Kön    | Större segrar                                                       |
| ---- | -------------- | ------ | ------------------------------------------------------------------- |
| 1985 | Siggebo        | Hingst | Boiling Springs Stakes                                              |
| 1985 | Air Worthy     | Hingst | Stephen Foster Handicap                                             |
| 1985 | Blew by Em     | Hingst | Lawrence Realization Stakes, Pilgrim Stakes                         |
| 1986 | Mercedes Won   | Hingst | Sanford Stakes, Hopeful Stakes, Grey Stakes, Florida Derby          |
| 1988 | Through Flight | Hingst | Arlington-Washington Lassie Stakes                                  |
| 1993 | Yanks Music    | Hingst | Beldame Stakes, Ruffian Stakes, Alabama Stakes, Mother Goose Stakes |
| 1994 | Hawks Landing  | Hingst | Bay Shore Stakes                                                    |
| 1996 | Badge          | Hingst | Gotham Stakes                                                       |

### Död
Air Forbes Won avlivades den 19 november 2009 vid 30 års ålder på grund av komplikationer från hög ålder.